# Meer der Träume
Meer der Träume (chinesisch 梦之海, Pinyin mèng zhī hǎi) ist eine Science-Fiction-Kurzgeschichte des chinesischen Schriftstellers Liu Cixin, zuerst veröffentlicht in Asimov's Science Fiction in New York im Januar 2002. Am 20. Oktober 2021 erschien eine Graphic Novel mit Zeichnungen von Rodolfo Santullo und Übersetzung von Maximilian Schlegel beim Splitter Verlag. Die Kurzgeschichte erschien ebenfalls in der Sammlung Hold Up the Sky, herausgegeben von Head of Zeus/Ad Astra im Oktober 2020 und später ebenfalls von Subterranean Press (als To Hold Up the Sky) im Jahr 2021.

## Handlung
Während eines Eisskulpturen-Festivals am Songhua-Fluss trifft eine Eiskugel aus dem Himmel ein. Diese nimmt Kontakt mit den Künstlern auf und enthüllt sich selbst als ein Außerirdischer von für Menschen unverständlicher Form eingeschlossen in der Eiskugel und nennt sich selbst einen Tieftemperaturkünstler. Nur eines der Werke weckt dessen Interesse, welches von Yan Dong stammt, die dafür Wasser auf dünnen Membranen gefrieren ließ und so einzigartige Formen aus Eiskristalle erschuf. Sie wird dadurch zur Kollegin und Freundin des Tieftemperaturkünstlers, doch dieser will mit ihr nur über Kunst reden. Während der Tieftemperaturkünstler ein neues Werk mit aus den Ozeanen gerissenen und in den Orbit geschossenen Eisblöcken beginnt, fragt Yan Dong stattdessen über Physik und äußert Bedenken wegen der Forstexistenz der Menschheit. Zunächst beantwortet der Tieftemperaturkünstler diese und erklärt, von einer extrem kalten Wolke aus dunkler Materie aus dem intergalaktischen Raum zu stammen und zu glauben, dass nur Kunst ein Grund für die Fortexistenz sein kann, da eine fortgeschrittene Zivilisation irgendwann das Ende der Wissenschaft erreichen und ihre Fortexistenz trivial machen wird. Als Yan Dong weiterfragt, wird der Tieftemperaturkünstler jedoch wütend und nennt sie selbst trivial und nur neidisch. Nachdem jeder Ozean transportiert wurde, verbringt Yan tatsächlich tagelang ohne zu essen oder zu trinken mit der Bewunderung des wunderschönen Ringes aus Eis um die Erde, welchen sie als Meer der Träume bezeichnet. Nach einem letzten Gespräch verschwindet der Tieftemperaturkünstler für immer. Die Menschheit beginnt daraufhin ein Projekt, für welches Raketen in den Weltraum gestartet werden, um das Eis auf die Erde zurückzuziehen. Yan Dong und andere Menschen schlagen dabei ebenfalls vor, Laser auf das Eis auszurichten um dieses zu verdampfen und dadurch zu bewegen. Die ersten Meteore landen und verursachen große Freude, da durch diese endlich wieder Regen fällt, doch weitere Meteore verdampfen nicht vollständig und schlagen in Städte ein oder wirbeln Staub auf, wodurch eine kleine Eiszeit verursacht wird. Zehn Jahre später wurden achtzig Prozent der Ozeane wieder hergestellt, während der Rest des Wassers in den Weltraum verdampft ist. Die Menschheit beginnt ebenfalls ein Projekt über mehrere Generationen hinweg, für welches Wasser von Jupiter und Saturn zur Erde gebracht werden sollen sowie sogar Europa als neuer Mond in einen Orbit um die Erde verschoben werden soll. Yan Dong kehrt zum Songhua-Fluss zurück, wo das Eisskulpturen-Festival erneut aufgenommen wurde. Zufrieden schneidet die Gruppe den ersten Eiswürfel aus der gefrorenen Oberfläche.

## Kritik
Rachel Cordasco schreibt in World Literature Today, dass Liu Cixin den kosmischen kreativen Akt vorsichtig mit dem Leid und der Zerstörung auf der Erde kontrastiert („Liu carefully contrasts this cosmic creative act with the suffering and destruction that the lack of water causes on Earth“).
Nicole Beck schreibt in Strange Horizons, dass Yan Dong es wie andere Protagonistinnen von Liu Cixin definitiv drauf hat („Yan Dong certainly has guts, as many of Liu's protagonists do“), doch dass die Kurzgeschichte nicht der Platz sei, um nach tiefen nuancierten Porträts einer individuellen Psyche zu suchen, da Liu Cixin aus Liebe zur Wissenschaft und Technologie schreibe. Charakterisierung sei daher der schwächste Punkt seiner Werke („if you're looking for a deeply nuanced portrait of an individual psyche, this is not the place. Liu is writing from his love of science and technology. Characterization is the weakest point of his craft“).